# Dendryphantes fusconotatus
Dendryphantes fusconotatus là một loài nhện trong họ Salticidae.
Loài này thuộc chi Dendryphantes. Dendryphantes fusconotatus được Grube miêu tả năm 1861.